# Lasianthus africanus
Lasianthus africanus är en måreväxtart som beskrevs av William Philip Hiern. Lasianthus africanus ingår i släktet Lasianthus och familjen måreväxter.

## Underarter
Arten delas in i följande underarter:
- L. a. africanus
- L. a. biokoensis
- L. a. mayumbensis